# شيرلي أرمسترونغ
شيرلي أرمسترونغ (بالإنجليزية: Shirley Armstrong) هي مبارزة بالسيف أيرلندية، ولدت في 14 أغسطس 1930 في Antrim, County Antrim ‏ في المملكة المتحدة، وتوفيت في 21 ديسمبر 2018.

## وصلات خارجية
- شيرلي أرمسترونغ على موقع أوليمبيديا (الإنجليزية)